# 国鉄ED60形電気機関車
国鉄ED60形電気機関車（こくてつED60がたでんききかんしゃ）は、日本国有鉄道（国鉄）が1958年（昭和33年）から1960年（昭和35年）にかけて新製した直流電気機関車である。
「新性能電気機関車」もしくは「60番台形式」と呼ばれる一連の形式群の中で最初に登場した形式である。

## 概要

### 開発の背景
ED60形は、新性能電気機関車の一番手として登場した形式である。1950年代までは国鉄が製造する電気機関車はほとんど幹線用の大形電気機関車のみであり、大型機の入線できないローカル線や買収線区では大正時代に輸入された中形機関車や種々雑多な買収社形機が主として使われていた。そこで、これらの機関車を置き換えるため、ED70形交流電気機関車の経験を基に、国鉄制式としてはED16形以来、実に四半世紀ぶりとなる中形直流電気機関車として設計された。

### 新性能電気機関車
国鉄では戦後、商用周波数による交流電化に取り組み、その結果1955年（昭和30年）に試作形交流電気機関車のED44形・ED45形を開発し、1957年（昭和32年）には量産形交流電気機関車のED70形を開発した。交流電気機関車はそれまでの直流旧形電気機関車とは構造が全く異なっており、機関車の開発のために数多くの新技術が開発された。その技術の中には、直流電気機関車に応用できるものも多くあった。
そこで、それらの技術を活かし、設計を抜本的に変更して、全く新しい方式の直流電気機関車が開発された。この新方式による直流機関車を「新性能電気機関車」と呼ぶ。新性能電気機関車が旧形電気機関車に比べて改善された点として、次のような点が挙げられる。
- 端子電圧750 V時1時間定格出力400 kW前後の大出力主電動機の採用（旧形機は200 - 300 kW前後）
- 電気部・機械部の改良による粘着性能の大幅向上
- 駆動方式を吊り掛け式から、主電動機や線路に与える衝撃の少ないクイル式へ（しかし、異常振動などの問題からのちに再び吊り掛け式が主流となり、本形式についても1977・1978年に特修工事としてリンク式へ駆動装置を改造している）
- 台車構造の改良
- 新しい制御方式の追加による制御能力の向上
- 各種電気機器のブロック化
- 車体構造の改良による軽量化

このほかに乗務員出入り用デッキの廃止や先輪・従輪の廃止（完全なボギー台車化）も新形機の特徴とされることがあるが、在来旧形機でもデッキ廃止はEF58形（改良型）で、先輪・従輪を廃したボギー台車方式はEH10形で、それぞれ既に実現をみていた。

## 構造

### 車体
同時期の交流電気機関車やDF50形ディーゼル機関車の影響の強い、全溶接構造で平滑な外観の鋼製車体を備える。妻面には横長の窓を両端に配し、重連運転に備えて中央に開き戸式の貫通扉を設置しているが、乗務員の出入りは側面に設けられた乗務員扉から行うため、妻面にはデッキは取り付けられていない。車体長は13,000 mmで、姉妹機種であるED61形と比較して1,300 mm短く設計されている。これは本形式が電力回生ブレーキ機構を搭載せず、その機器搭載スペースの分、短く設計されたためである。
妻面の扉はそれまでの内側開きから、外側開きに改められた。走行中に扉の隙間から侵入してくるすきま風を防ぎ、特に冬季における乗務員室の快適性の改善を図ったものである。これは、再三乗務員から改善が求められていながら、旧形電気機関車からED70形まで放置されていたものであった。
このED60形とその姉妹形式であるED61形は、車体長がそれぞれ13 m・14.3 mと小形でありながらハイパワーなことから、当時人気の高かった漫画『鉄腕アトム』にあやかって「アトム機関車」と呼ばれた。
電力回生ブレーキ機能を省略した以外は姉妹形式であるED61形と共通仕様となっている。

### 主電動機
主電動機は新規設計の直流直巻整流子電動機であるMT49（端子電圧750 V時1時間定格出力390 kW・定格電流575 A・定格回転数1,180 rpm）を各台車に2基ずつ、1両当たり計4基搭載している。この大出力主電動機の搭載により、コンパクトなD形電機でありながら、旧型F形電機と同等の性能を実現した。
この主電動機は電機子の巻線を波巻から重ね巻に変更、絶縁種別をB種からF種（電機子）およびH種（界磁）に変更して高定格回転数とすることで磁気回路の容量を削減しつつ出力の向上を実現しており、従来のEF15形やEF58形で標準的に採用されていたMT42（端子電圧750 V時1時間定格出力325 kW・定格電流470 A・定格回転数800 rpm）と比較して電動機重量が3.8 tから2.2 tへ減少しているにもかかわらず出力が23 %増となっている。また、設計技術の進歩により弱め界磁率も最大60 %から40 %に引き上げられており、これにより高速走行時の出力特性の改善も実現している。
駆動方式は当時の新形式電気機関車に多く採用されたクイル式となっており、歯数比は5.466 (82:15) である。

### 制御器
電気機関車では一般的な、電空単位スイッチによる手動加速制御器を搭載し、これにバーニヤ制御を追加することでスムーズな加速と再粘着性能の向上を実現している。
重連総括制御に対応し、直列11段、並列9段、弱め界磁4段よりなり、前述の通りED61形とは異なり、電力回生ブレーキ機構は省略されている。

### 台車
台車はシンプルな軸ばね式のプレス材溶接構造2軸ボギー台車であるDT106が採用され、旧型機にあった先輪・従輪は廃止された。
なお、本形式は軸重14 tとして設計されているが、台車はED61形と同じ軸重15 tを許容する構造となっており、後の阪和線運用ではこの余裕を生かして死重の追加搭載による軸重15 t化が実施されている。

### ブレーキ
国鉄電気機関車標準のEL-14AS自動空気ブレーキ装置を採用、その他手ブレーキを併設する。

### 集電装置
新設計のPS17菱枠形パンタグラフが2基搭載されている。これは電車用のPS16に対応するモデルで、国鉄電車標準のばね上昇式から国鉄電気機関車標準の空気圧上昇式に変更したものである。

## 製造
まず1958年（昭和33年）に最初の3両が大糸線で関西電力黒部川第四発電所の建設資材輸送を行う目的で製造された。このとき、電源開発が利用債を引き受けている。1号機が三菱電機・新三菱重工業、2号機が川崎電機製造・川崎車輛、3号機が東洋電機製造・汽車製造で製造された。
その後、1959年（昭和34年）から1960年（昭和35年）にかけて、東洋・汽車および川崎で4 - 8号機までが製造された。しかし軸重が旧形の中形機に比べて重く、また消費電力が大きいため、特に支線区では軌道負担力や変電所容量が不足するなどの問題点もあり、それ以降の追加製造は見送られた。

## 運用
1 - 3号機は甲府機関区に新製配置後、中央本線での慣らし運転ののちに大糸線（配置：北松本電車区、のち松本運転所北松本支所）で、4・5号機は仙山線（作並機関区）で、6 - 8号機は阪和線（鳳電車区、のち竜華機関区）でそれぞれ運用された。
大糸線で使われていた1 - 3号機については、1号機はダム工事完了後も貨物列車を中心に使用され、終始北松本を拠点に運用された。これに対し、2・3号機についてはダム工事終了後の1962年（昭和37年）に甲府機関区へ戻され、1965年（昭和30年）4月に一旦八王子機関区へ転属後、同年夏にED60形の追加投入を求める声が大きかった鳳電車区へ送り込まれた。これらは1972年（昭和47年）まで阪和線で運用された後、老朽化が著しくなりつつあったED21形等を置き換えるべく再度北松本支所へ転属となって1号機と合流し、最終的に3両体制に戻って1985年（昭和60年）12月から1986年（昭和61年）1月にかけて順次除籍されている。
仙山線に配置された4・5号機は、先行して同線に配置されていた試作交流電気機関車との比較試験を実施することを主目的として配置されたが、単機で定格出力が1,560 kWに達する本形式は仙山線の貧弱な変電所容量に適合せず、運用すると電圧降下が甚だしかったことから、試験終了後、1960年（昭和35年）8月付でED60形の追加投入が強く求められた鳳電車区へ転属している。

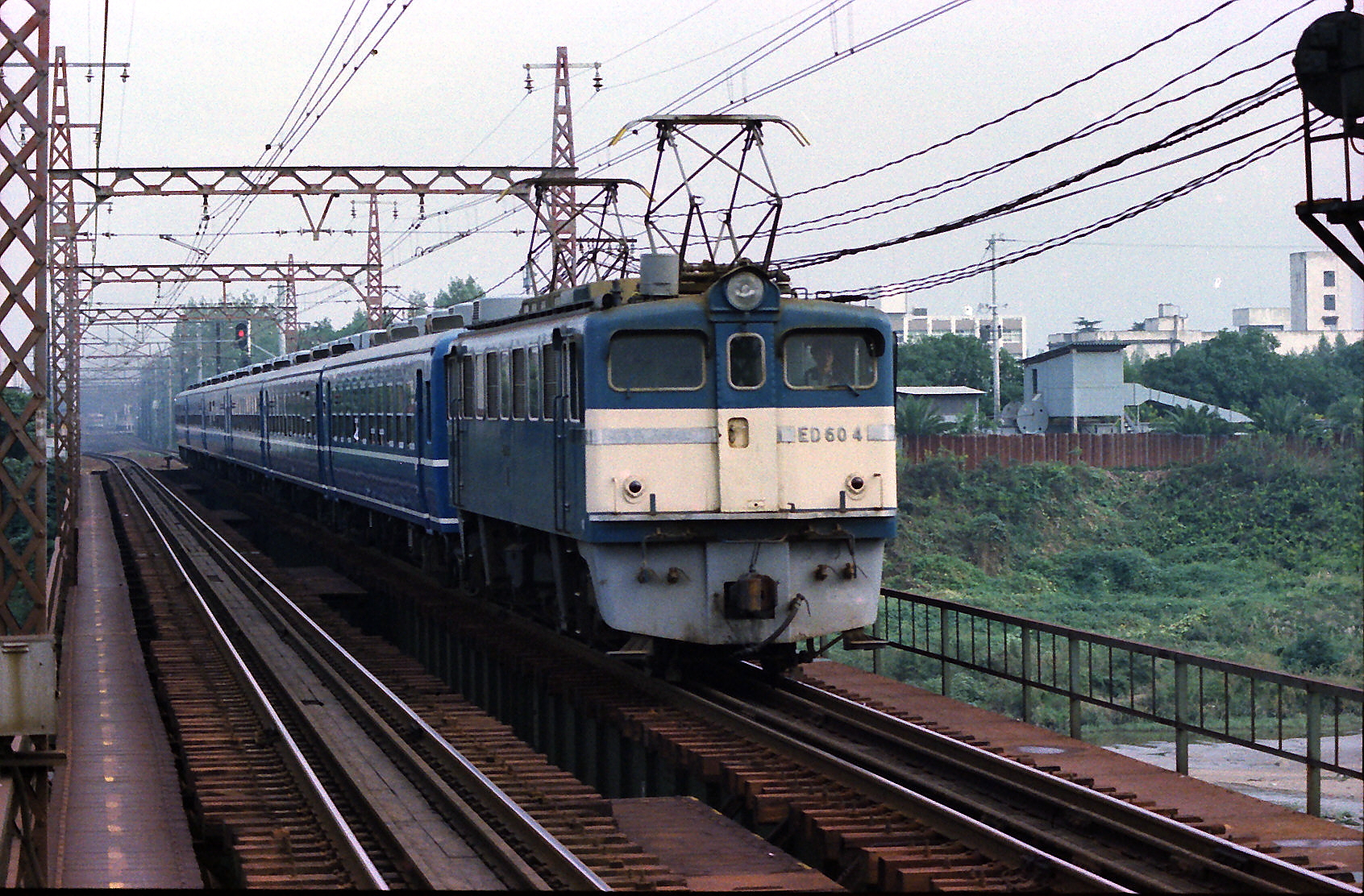
ED60 4牽引の臨時急行「きのくに」

阪和線に投入された6 - 8号機は、私鉄買収線区ゆえに待避線の有効長に厳しい制限があるため短い車体長や、ある程度以上の高速運転性能が求められる一方で、元々東海道本線に匹敵する高規格線であり、大きな軸重も大消費電力もともに全く問題とならない、という同線の特殊事情に良く適合し、歓迎された。
その結果、阪和電気鉄道時代からのED38形や戦後投入されたが足の遅さで不評を買ったED16形等と置き換わる形で就役後、1986年（昭和61年）3月改正でEF60形に置き換えられて全車廃車となるまでの約30年に渡って、同線で主力機として運用された。しかも、前述の通り4・5号機が作並区から転入し、さらに1965年（昭和40年）から1972年（昭和47年）までは2・3号機も転入して一時は同型機8両の内7両までが阪和線に集中投入されており、2・3号機の転出にあたって甲府区からED61形17・18号機が転入してその欠を補ったことと併せて、同線における本形式の好評ぶりが窺い知れよう。
なお、阪和線においては、頭端式の天王寺駅阪和線ホームの有効長の制約から多客期には車体が短くその分客車の増結が可能となる本形式が旅客用としても好まれ、特に暖房車が連結される冬期には準急「くろしお」・「しらはま」などの天王寺発着紀勢本線直通旅客列車に重用された。
また、阪和線運用機は本形式の足回りが姉妹機のED61形と共通設計で台車の耐荷重等が同一であることに着目して、4 t分の死重を機械室の空きスペースに積載し、運転整備重量をED61形と同じ60.00 tにアップすることで粘着性能のさらなる向上を図っていた。阪和線は戦前の社線時代に既に電力回生ブレーキを電機・電車ともに導入しており、死重追加や回生ブレーキの有効性などを勘案すると、本形式ではなくED61形を投入しても良さそうな状況であったが、それでもあえて本形式が投入されており、運用上、ED61形における1.3 mの車体延伸が許容出来ない程厳しい条件にあったことが分かる。

## 保存機
1号機が1986年頃より長野総合車両センターにてたびたび整備を受けながら保管されてきたが、2024年（令和6年）12月3日に再整備のうえ青梅鉄道公園へ陸送された。同センターの保管車両が他の機関による静態保存へ結実した初の事例である。
それ以外の車両はすべて廃車後に解体されている。

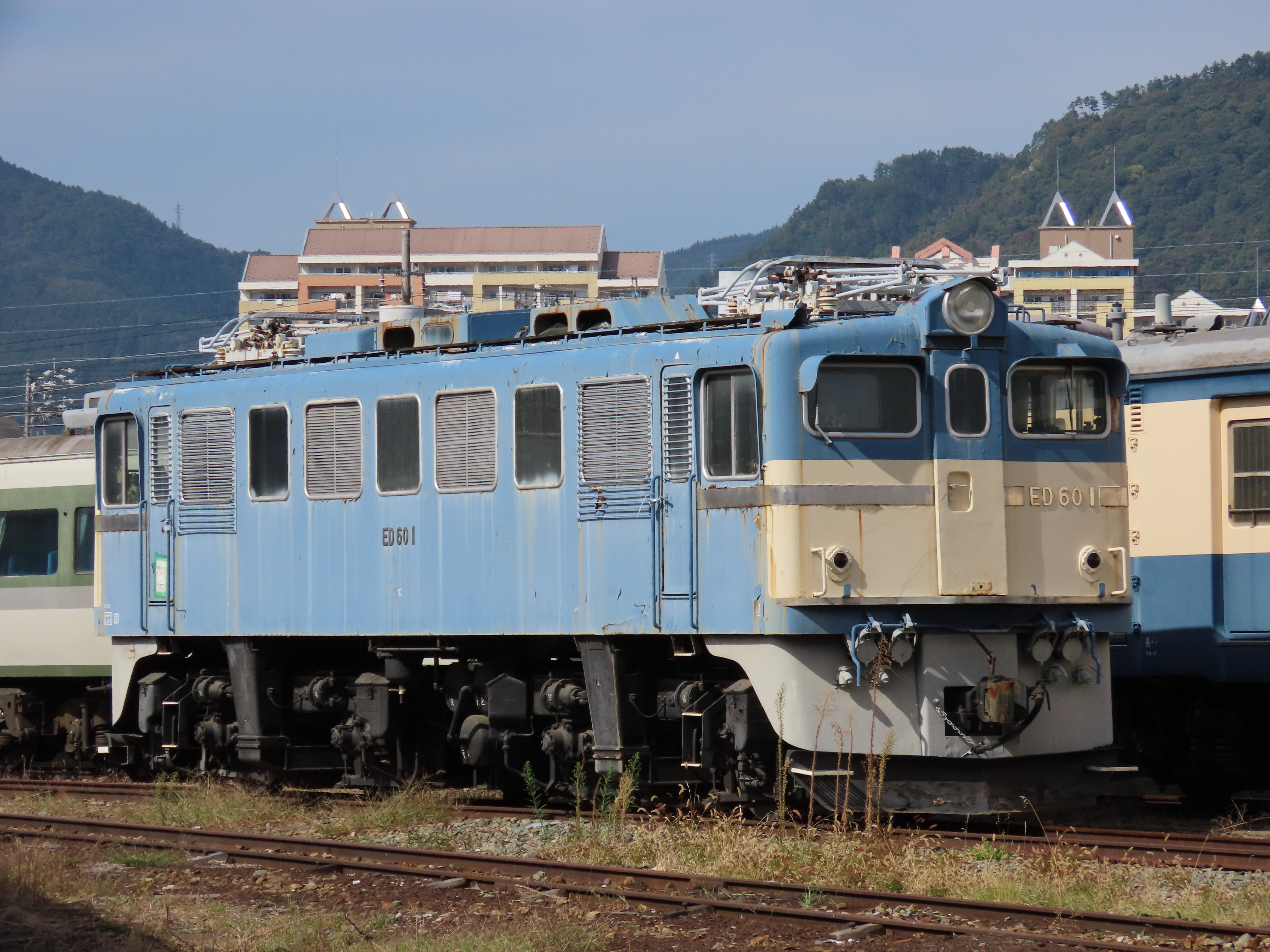
ED60 1（2023年10月14日 長野総合車両センター）